# Imperio neerlandés
El Imperio neerlandés o Imperio colonial neerlandés es el nombre dado a los diversos territorios controlados por los Países Bajos entre los siglos XVII y XX, siendo el tercer país europeo en establecer un imperio colonial global fuera de Europa continental. Su habilidad para comerciar y para el transporte de mercancías, unido a la oleada de nacionalismo y militarismo que siguió a la independencia de España ayudaron a la empresa. A la par que los británicos, en un principio los neerlandeses acumularon posesiones coloniales mediante un colonialismo capitalista empresarial, con predominio de la Compañía Neerlandesa de las Indias Orientales. La intervención directa del Estado en la empresa colonial vino más adelante. Los comerciantes y los marineros neerlandeses también participaron en la oleada de exploración que continuó durante los siglos XVI y XVII, pero aunque los neerlandeses descubrieron vastos territorios gracias a descubridores como Willem Barents, Henry Hudson, Willem Janszoon y Abel Tasman en el Ártico o en Oceanía, generalmente estos no llegaron a formar parte del Imperio colonial neerlandés.
El poderío naval de los Países Bajos crecía muy rápidamente, llegando a convertirse a finales del siglo XVI en una potencia marítima de Europa. Durante el siglo XVII se convirtieron en la potencia hegemónica de los mares, llegando a dominar el comercio marítimo durante toda la segunda mitad del siglo. También durante este siglo se produce el florecimiento cultural neerlandés, conocido como la Edad de Oro neerlandesa. Los neerlandeses perdieron gran parte de sus colonias, así como su estatus de potencia mundial a manos de los británicos cuando la metrópoli fue atacada por los ejércitos franceses durante las Guerras Revolucionarias. Los Países Bajos pasaron a ser una provincia francesa durante el «Periodo francés», desde 1795 hasta 1814. Con la llegada de la Restauración se anexionó efímeramente los territorios de la futura Bélgica y pudo mantener bajo su dominio parte de su imperio, teniendo que ceder el resto al Reino Unido de Gran Bretaña e Irlanda. Más concretamente, pudo mantener bajo su dominio las Indias Orientales Neerlandesas (Indonesia), Surinam y las Antillas Neerlandesas (que preservan su vinculación con el Reino de los Países Bajos). Este imperio se pudo mantener hasta el declive del imperialismo Europeo, durante la segunda mitad del siglo XX.

## Orígenes comerciales
Después de la fundación de la Compañía neerlandesa de las Indias Orientales en 1602, el interés de los neerlandeses por las posesiones ultramarinas de Portugal provocaron la guerra luso-neerlandesa. Desde 1580 Portugal estaba unido al Imperio español. Por aquella época los españoles mantenían una guerra contra los rebeldes neerlandeses que pretendían independizarse. Aunque estaban bajo el gobierno de un mismo rey, los imperios ultramarinos de España y Portugal continuaban siendo administrados por separado, y el extenso y difícilmente defendible Imperio portugués se convirtió en el blanco perfecto para las ansias expansionistas neerlandesas, muy interesados en el control del comercio de las especias.

## Asia

### Indias Orientales Neerlandesas (Indonesia)
En 1605, la base de operaciones de los portugueses, Amboyna, en la isla del mismo nombre situada en las Islas Molucas (Indonesia), fue capturada por los barcos neerlandeses. En 1619 fundaron Batavia (Yakarta) en la isla de Java, como centro de coordinación de las operaciones neerlandesas en Oriente. Poco a poco los neerlandeses fueron tomando todos los puertos del archipiélago; Malaca en 1641, Aceh en 1667, Macassar en 1669 y Bantam en 1682. Cuando la Compañía Neerlandesa de las Indias Orientales (VOC) quebró en 1799, el archipiélago pasó a ser controlado y administrado directamente por el estado neerlandés hasta su independencia en 1949 después de la ocupación japonesa de la colonia en la Segunda Guerra Mundial, excepto en el periodo de ocupación francés, en el cual todas las colonias de los Países Bajos estuvieron administradas por el Reino Unido.

### Ceilán Neerlandés (Sri Lanka)
Los neerlandeses llegaron por primera vez a Ceilán en 1602, por aquel entonces la isla se encontraba bajo dominio portugués. Entre 1636 y 1658 los neerlandeses lucharon contra los portugueses para expulsarlos, inicialmente invitados por los gobernantes locales. Los portugueses habían gobernado la línea de la costa, aunque no el interior, desde 1505 hasta 1658. Los budistas, los hindúes y los musulmanes habían sufrido la persecución religiosa del dominio portugués; los neerlandeses estaban más interesados en el comercio que en convertirlos al cristianismo, por eso fueron bien vistos por los gobiernos locales. Una vez que los portugueses habían sido expulsados, el VOC intentó ampliar su control en el interior aunque no lo consiguió y sólo pudo controlar provincias costeras. Ceilán se convirtió en el centro del Imperio durante la época del VOC. Su importancia se debe a que la isla era el punto intermedio entre Sudáfrica e Indonesia. Además era una fuente de canela y elefantes, que luego eran vendidos a los príncipes indios. En 1796 los británicos tomaron el control de la isla, la cual fue formalmente cedida por el tratado de Amiens.

### Formosa (China)

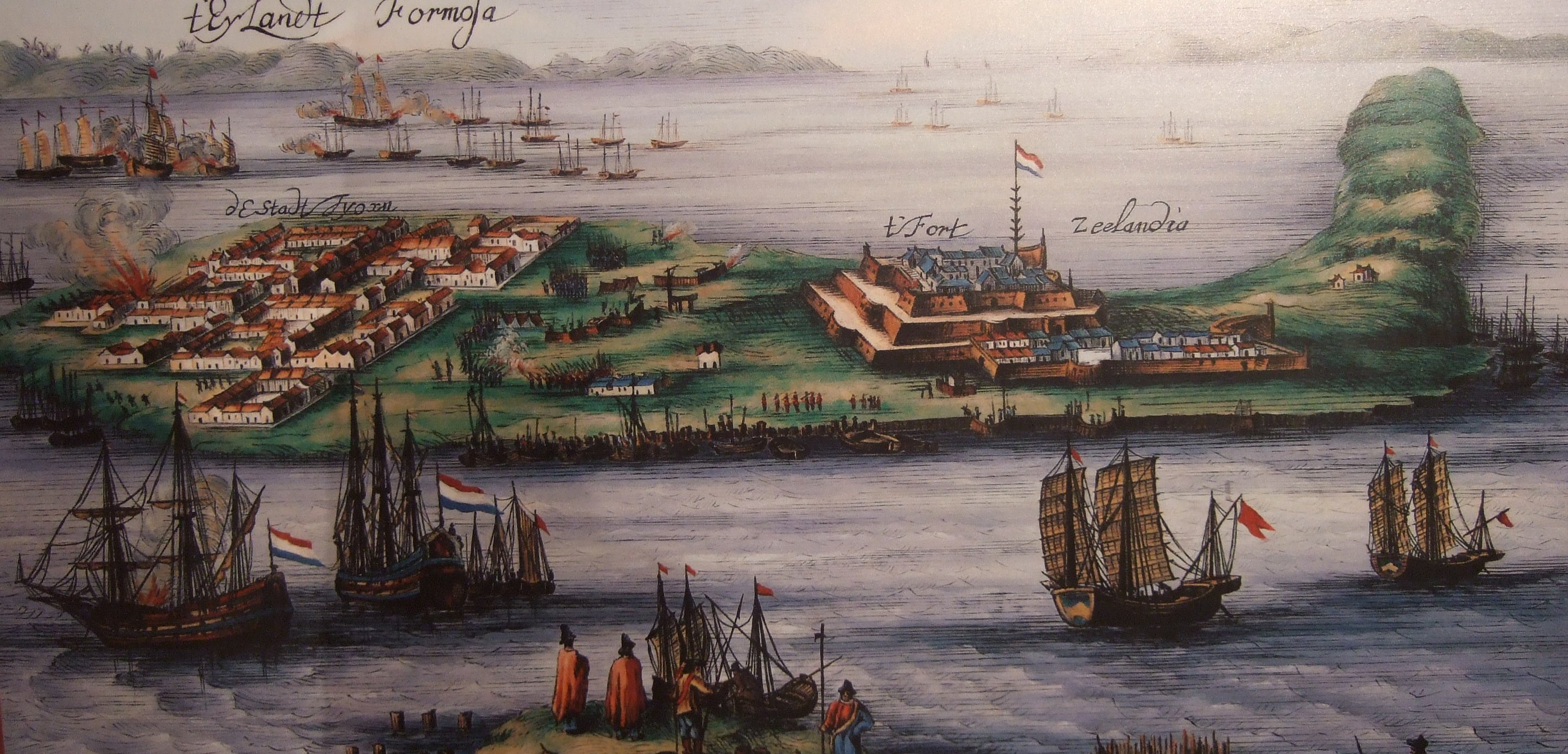
Vista del Fort Zeeland en la Isla de Formosa en el.

Los neerlandeses controlaban en la isla de Taiwán la zona sur, cuya base principal era Fort Zeeland. Su control de la zona duró desde 1624 hasta 1662, año en el que fueron expulsados por Koxinga. La isla en sí misma era una fuente de caña de azúcar y pieles de ciervo. También era el lugar donde los comerciantes neerlandeses podían negociar con los comerciantes de la Dinastía Ming y comprar la seda necesaria para venderla en el mercado japonés. Los neerlandeses mantenían una buena relación con los nativos y muchos aprendieron el idioma de los colonizadores. Los neerlandeses también fueron los primeros en introducir masivamente trabajadores chinos. 
En 1646, los neerlandeses trataron de tomar por la fuerza la colonia española de las Filipinas. los neerlandeses tenían a su disposición una gran fuerza de combate, pero cuando intentaron tomar  Manila, fueron derrotados en la Batalla de La Naval de Manila. Después de su derrota, los neerlandeses abandonaron sus esfuerzos de tomar Manila de los españoles.
En 1661, una flota con aproximadamente 1000 embarcaciones liderada por Koxinga desembarcó en Lu'ermen para atacar Taiwán y expulsar a los neerlandeses de la isla. Después de 9 meses de asedio a Fort Zeeland, Koxinga venció a los neerlandeses y estos se vieron obligados a firmar un tratado de paz por el cual tenían que abandonar la isla. A partir de entonces Taiwán se convirtió en la base del reino de Tungning.

### Malaca
Los neerlandeses  arrebataron a los portugueses Malaca, situada en la costa oeste de Malaya (ahora Malasia Occidental), en 1641. De acuerdo con el tratado firmado con el Estatúder Guillermo V de Orange-Nassau (Por aquel entonces exiliado en Inglaterra) fue cedida al Reino Unido de Gran Bretaña e Irlanda durante las guerras napoleónicas. El Reino Unido se la devolvió al recién creado Reino de los Países Bajos en 1816, pero en virtud del Tratado anglo-neerlandés de 1824 su soberanía volvió a poseerla el Reino Unido.

### Dejima

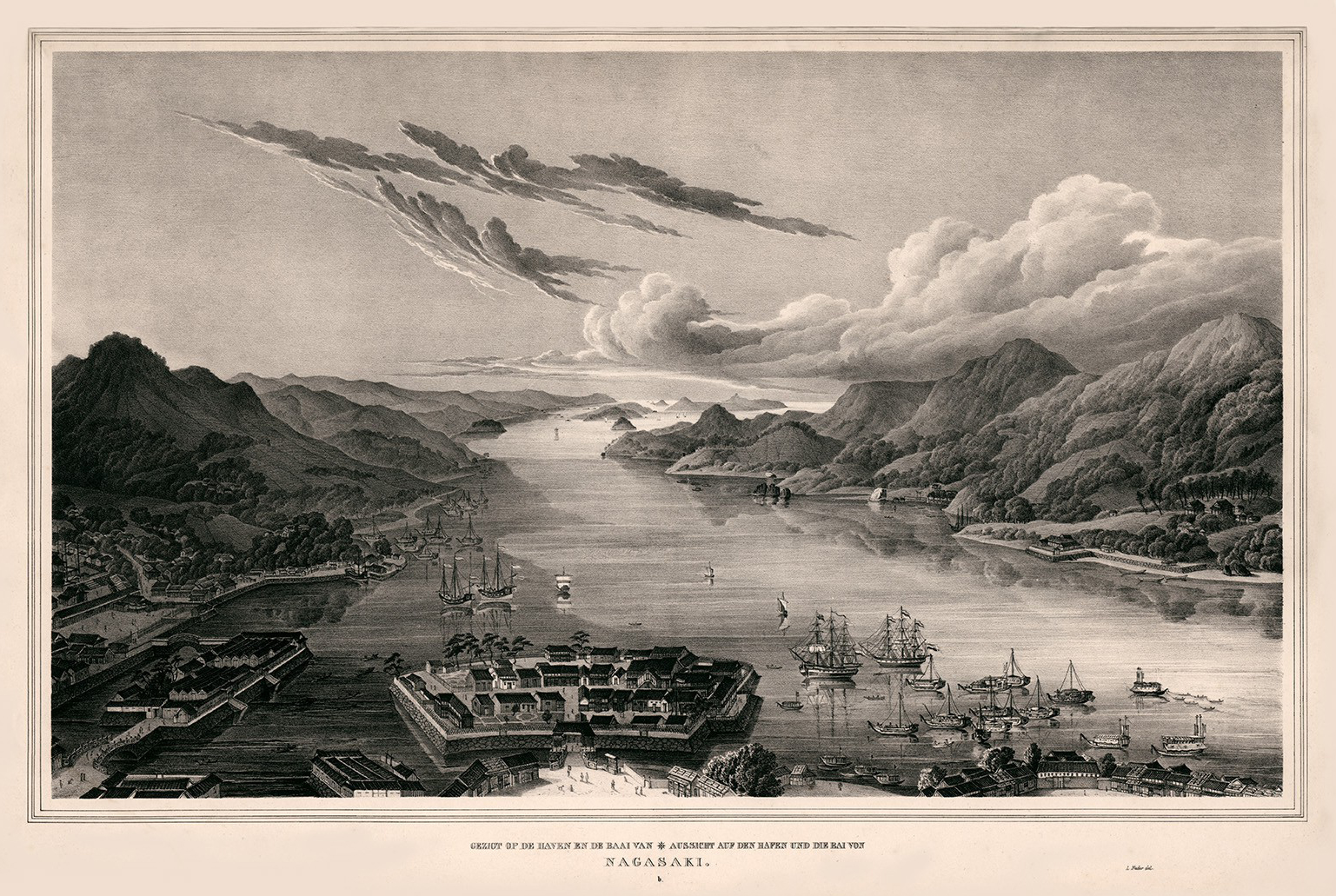
Vista de Dejima en la bahía de Nagasaki.

Entre 1609 y 1641 los neerlandeses hacían los intercambios comerciales con Japón en Hirado. Más adelante, los japoneses concedieron a los neerlandeses el monopolio comercial con Japón, pero solo en la isla de Dejima, una isla artificial frente a las costas de Nagasaki hecha por los japoneses para que los extranjeros no pisaran el sagrado suelo de Japón. El comercio de los neerlandeses en Dejima duró desde 1641 hasta 1853, periodo durante el cual los neerlandeses eran los únicos europeos permitidos en Japón. Los comerciantes chinos y coreanos siguieron siendo bienvenidos, aunque tenían sus movimientos restringidos.
Originalmente, los neerlandeses negociaban con seda, pero más adelante el comercio del azúcar se hizo muy importante. También negociaban con pieles de ciervos y de tiburón que fueron transportados de Asia, así como paño de lana y cristalería de Europa.

## América

### Nuevos Países Bajos

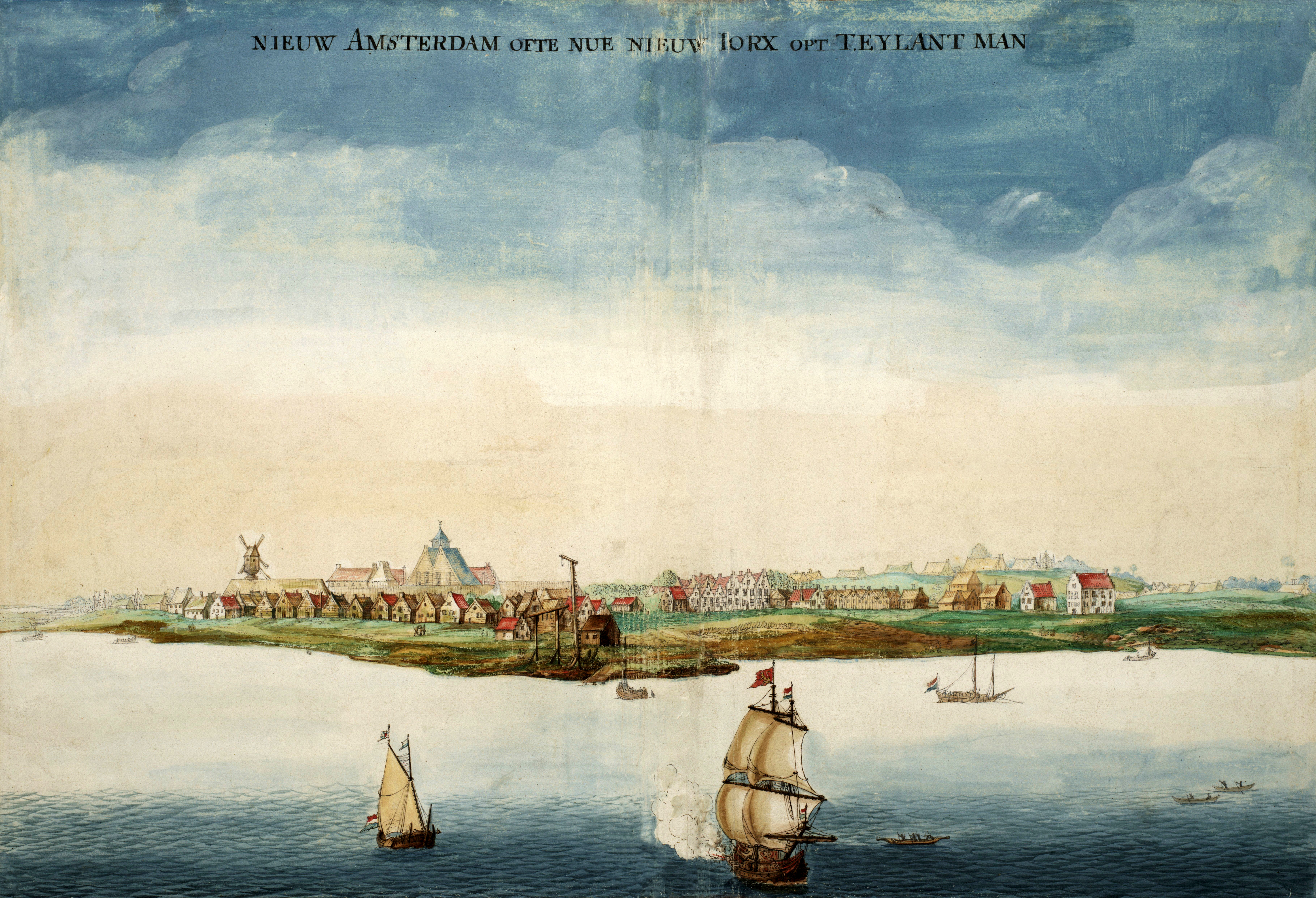
Nueva Ámsterdam en 1664.

Nuevos Países Bajos abarcó el área septentrional de la costa atlántica de los Estados Unidos, que fue visitada primero por exploradores neerlandeses y más tarde controlada y colonizada por la Compañía Neerlandesa de las Indias Occidentales. Los asentamientos se establecieron inicialmente en los alrededores del río Hudson: Fort Nassau creado en 1614, abandonado en  1617 por las continuas inundaciones y restablecido en 1624 con el nombre de Fort Oranje, hoy día Albany y Nueva Ámsterdam, fundada en 1625 en la isla de Manhattan. La colonia alcanzó su máximo tamaño con la absorción del asentamiento sueco de Fort Christina en 1655, terminando de esta manera con la colonia de Nueva Suecia.
El fin de la colonia de Nuevos Países Bajos llegó en 1674, después del fin de la tercera guerra anglo-neerlandesa los asentamientos neerlandeses pasaron a formar parte de la Corona británica y Nueva Ámsterdam fue renombrada como Nueva York.
El tratado firmado entre los neerlandeses y los ingleses podía considerarse como el cese de las hostilidades y cada parte mantendría cualquier tierra conservada o conquistada a partir del momento en que el tratado de Breda daba por finalizada la anterior guerra anglo-neerlandesa. No hubo intercambio de territorios, por tanto los ingleses conservaron Nueva Ámsterdam, que había sido fácilmente conquistada a Peter Stuyvesant (incluida la isla de Manhattan y el valle del río Hudson, y los neerlandeses pudieron tomar el control de Surinam y de una pequeña isla en las Indias Orientales (las Islas de las Especias) que era la cuna de la nuez moscada, la especia, que no la sustancia, más cara del momento. En ese momento la nuez moscada era más cara que el oro y la isla era el único lugar del mundo donde crecía el árbol de la nuez moscada, por esto los neerlandeses no lamentaron la pérdida de Nueva Ámsterdam.

### Noreste de Brasil

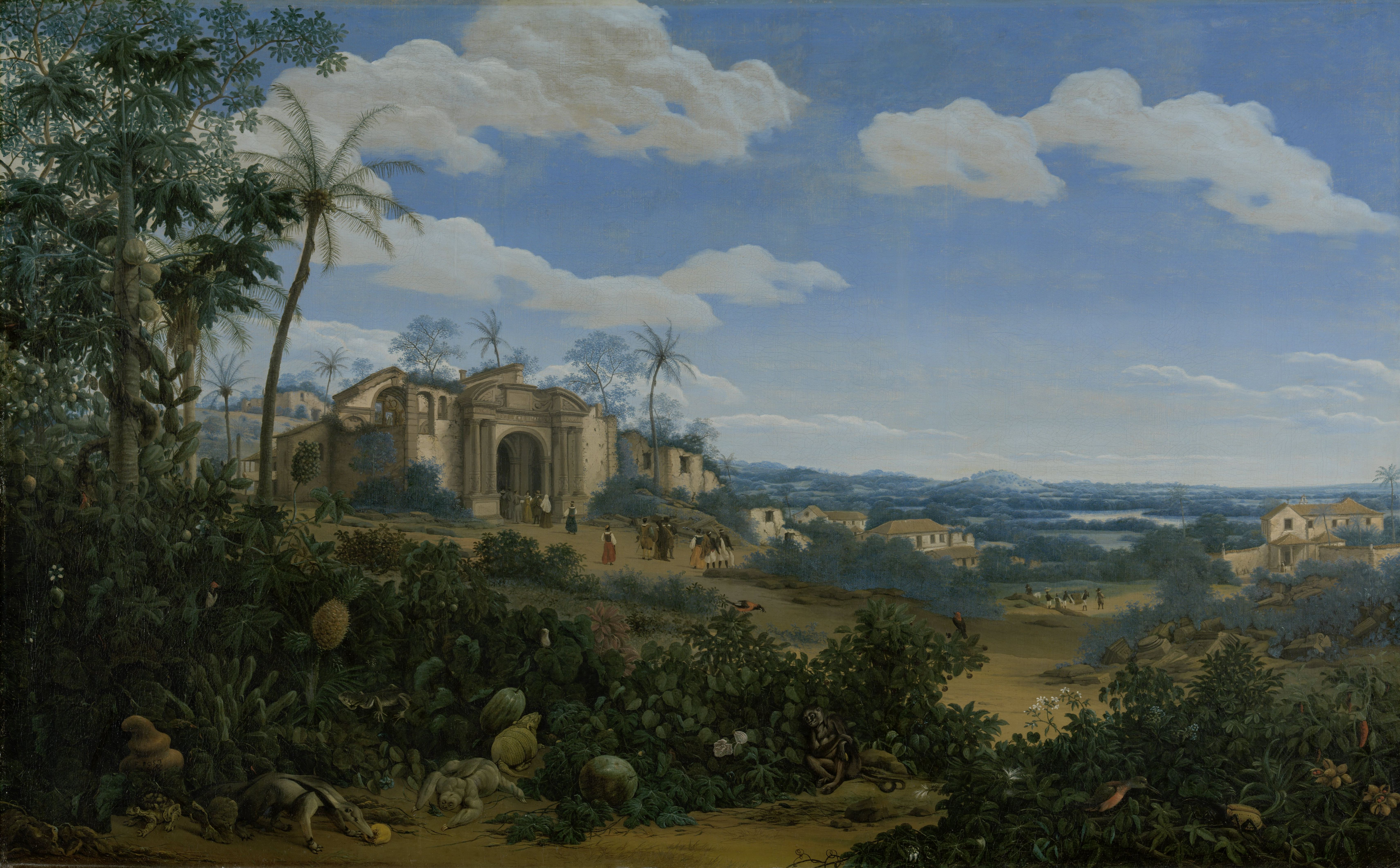
Olinda, Pernambuco.

A principios del siglo XVII el Nordeste fue invadido dos veces por los neerlandeses. En 1624 comenzó la invasión neerlandesa del noreste de Brasil con la conquista de la ciudad de Salvador de Bahía, que fue recuperada por una flota hispano-portuguesa en 1625. Sin embargo en 1630 los Países Bajos lograron conquistar la ciudad de Olinda. Con el paso de los años, los neerlandeses conquistaron toda la capitanía de Pernambuco (actuales estados de Pernambuco, Paraíba, Rio Grande do norte (1634), Ceara (1637) y Maranhao (1641).
Desde Pernambuco, una expedición neerlandesa se apropió por breve tiempo de la ciudad de Valdivia en 1643, en el sur de Chile, en ese momento deshabitada. La expedición liderada por Hendrik Brouwer saqueó el fuerte español de Carelmapu y el asentamiento de Castro, en el archipiélago de Chiloé, antes de zarpar hacia Valdivia. Los holandeses llegaron a Valdivia el 24 de agosto de 1643, construyeron un fuerte y bautizaron la colonia como Brouwershaven, en honor a Brouwer, quien había fallecido semanas antes. La efímera colonia fue abandonada el 28 de octubre de 1643 al no encontrar las minas de oro esperadas. Sin embargo, la ocupación causó gran alarma entre las autoridades españolas, que reubicaron Valdivia e iniciaron la construcción de una extensa red de fortificaciones en 1645 para evitar intrusiones similares. Aunque sus contemporáneos consideraron la posibilidad de una nueva incursión, esta fue la última expedición holandesa en la costa oeste de América. 
Los portugueses lograron derrotar a los neerlandeses en la segunda batalla de los Guararapes en 1649 y en enero de 1654 lograron expulsarlos de Recife, Olinda y la Isla de Antonio Vaz. 
El Tratado de La Haya (1661), puso fin a las reivindicaciones de este territorio por parte de las Provincias Unidas. 

### Surinam y las Antillas Neerlandesas
Los neerlandeses expulsados del Noreste del Brasil se trasladaron hacia el territorio de las Guayanas, conquistando los actuales países de Guyana y Surinam. Si bien ni portugueses ni españoles lograron expulsarlos, los ingleses sí consiguieron arrebatarles el actual territorio de Guyana, por lo que los Países Bajos sólo retuvieron la Guayana Neerlandesa, actual Surinam.
Por las mismas fechas ocuparon seis islas caribeñas: Aruba, Curazao, Bonaire, San Eustaquio, Saba y la mitad de San Martín en 1648 a repartir con el Reino de Francia. Tres de ellas –Aruba, Curazao y San Martín– se consideran «países» dentro del Reino de los Países Bajos, mientras que Bonaire, Saba y San Eustaquio– se consideran municipios especiales de los Países Bajos propiamente dichos dentro del país y territorios de ultramar bajo la Unión Europea.

## Oceanía
La parte de Australia conocida en la actualidad como Australia Occidental fue reconocida dentro de la esfera de control de los Países Bajos y conocida como Nueva Holanda. No hubo asentamientos o puestos comerciales duraderos.

## África

### Arguin (Mauritania), Corisco (Guinea Ecuatorial) y Gorea (Senegal)
En 1623 los Países Bajos idearon el Gran Diseño, una estrategia militar y comercial para hacerse con el control de los territorios de la Unión Ibérica, tanto en América como en África. La Compañía Neerlandesa de las Indias Occidentales ocupó la portuguesa isla de Arguin (Mauritania) de 1633 a 1678 tras la guerra luso-neerlandesa. Además, de 1627 a 1663 mantuvieron el puesto de la isla de Gorea (Senegal) y, después, Saly Portdual, Rusfique y Joal (1663-1678) en la denominada Senegambia neerlandesa. Otro lugar bajo control neerlandés fue la isla Corisco (Guinea Ecuatorial) de 1642 a 1648.

### Angola y república del Congo
Además, entre 1641 y 1648 ocupó el territorio de la Loango-Angola Neerlandesa (Angola y república del Congo), con capital en Luanda. Países Bajos estableció una alianza estratégica con la reina Ana de Sousa de los Ndongo y con Pedro II del Congo. Tras la reconquista portuguesa en 1648 los holandeses continuaron su relación comercial con el reino de Loango hasta 1730.

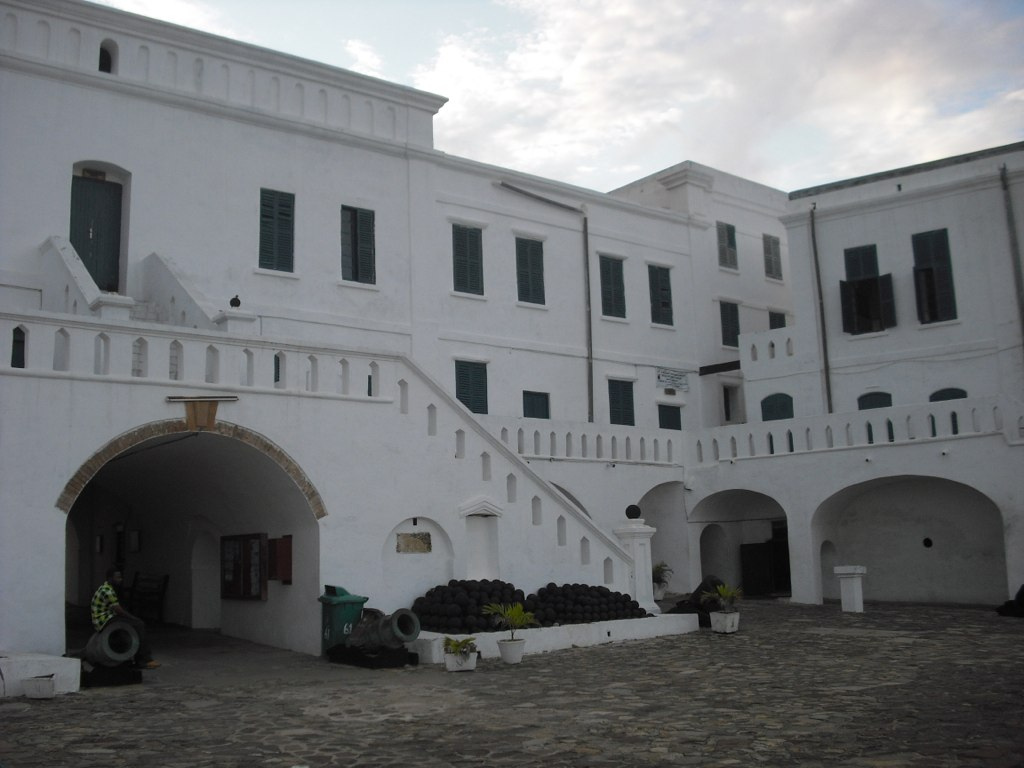
Museo del fuerte Costa del Cabo

### Ghana
Durante más de 250 años los Países Bajos mantuvieron puestos comerciales en la Costa de Oro neerlandesa, actual Ghana. Desde el Brasil holandés, en 1612 Juan Mauricio de Nassau ocupó el fuerte portugués de San Jorge de la Mina. El principal interés era la extracción de oro de los ríos, seguido del comercio de esclavos con su venta en los mercados americanos de Curazao y Guayana Neerlandésa (Surinam). De 1650 a 1663 se aliaron con Suecia para el establecimiento de la Costa de Oro sueca. Desde 1658 coexistió con la Costa de Oro danesa. En 1721 adquirieron los establecimientos de la Costa de Oro brandeburguesa, que databa de 1682. Los ghaneses fueron reclutados durante el siglo XIX para el Real Ejército de las Indias Orientales Neerlandesas. La Costa de Oro neerlandesa fue vendida a Reino Unido en el tratado de la Costa de Oro (1870) a cambio reforzar su control sobre Sumatra (Indonesia). De la época holandesa de Ghana datan los fuertes negreros de Costa del Cabo, Ámsterdam (Abandze) o Sint Georg que son parte de los Fuertes y castillos de Volta, Patrimonio de la Humanidad por la Unesco.

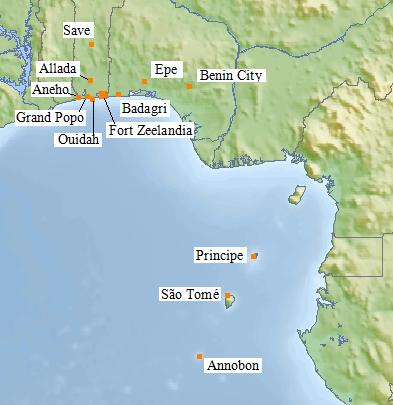
Puestos comerciales de la Costa de los Esclavos neerlandesa

### Nigeria, Benín, Togo y Santo Tomé y Príncipe
En 1660 los Países Bajos ocuparon la Costa de los Esclavos, con puestos comerciales de diferente importancia y duración en los actuales Nigeria, Benín, Togo e isla de Santo Tomé (Santo Tomé y Príncipe). Los más longevos fueron ciudad de Benín o Edo (1660-1740) y Ouidah (1670 -1724).

Extensión de la colonia de Ciudad del Cabo en el siglo

### Sudáfrica
En 1652 Jan van Riebeeck fundó un Ciudad del Cabo, actual Sudáfrica, como punto de paso y aprovisionamiento de la ruta marítima del cabo de Buena Esperanza hacia las Indias Orientales Neerlandesas. Atrajo a numerosos colonos europeos y su influencia se extendió hacia el interior dentro del territorio. Además, para su desarrollo importaron esclavos de la Costa de Oro y Malaca. La Compañía Neerlandesa de las Indias Orientales administraba el territorio, la hacienda y la justicia e imponía condiciones monopolísticas para el comercio, lo que ocasionó revueltas entre los colonos y la independencia de las repúblicas Swellendam (1795) y de Graaff-Reinet (1795).
En 1795 la colonia fue invadida por los ingleses durante las guerras de Coalición y el fracaso de bahía de Saldanha (1796) supuso un escándalo en la metrópoli. De 1802 a 1806 la colonia fue gobernada por república Bátava holandesa bajo dominio de la república de Francia. El control holandés llegó a su fin cuando los ingleses derrotaron a la república Bátava en la batalla de Ciudad del Cabo (1806). Testimonio de la presencia holandesa en Sudáfrica son los siete millones de afrikáners, descendientes de los europeos establecidos en Sudáfrica en esa época.

## Europa
Los territorios de Europa, sin embargo, no formaron parte del Imperio neerlandés, sino que le fueron otorgados a los Países Bajos en el Congreso de Viena. Eran Bélgica y Luxemburgo, y juntos formaban el Reino Unido de los Países Bajos, un país totalmente artificial debido a las diferencias de idioma, cultura y religión y en el cual el nacionalismo brotaría inmediatamente. De hecho Bélgica declaró su independencia (Revolución Belga) en 1830 y fue reconocida en 1839 por los Países Bajos.
Como resultado del Congreso de Viena, el rey Guillermo I de los Países Bajos fue nombrado gran duque de Luxemburgo, y los dos territorios estuvieron unidos por una unión personal. La independencia de Luxemburgo se inicia en 1835 y se logra en 1839; sin embargo, pierde la mitad de su territorio, el cual pasa a formar parte de Bélgica. La independencia fue ratificada en 1869.